# N-ai șanse, frate!
N-ai șanse, frate! (titlu original: în engleză Long Shot) este un film american de comedie romantică din 2019, regizat de Jonathan Levine și scris de Dan Sterling și Liz Hannah. Intriga urmărește povestea unui jurnalist (Seth Rogen) care se reîntâlnește cu fosta sa bonă (Charlize Theron), acum secretar de stat al Statelor Unite. În alte roluri au apărut vedetele O'Shea Jackson Jr., Andy Serkis, June Diane Raphael⁠(d), Bob Odenkirk și Alexander Skarsgård.
Filmul a avut premiera mondială la South by Southwest⁠(d) la 9 martie 2019 și a fost lansat în cinematografele din Statele Unite la 3 mai 2019, de Lionsgate. A avut în general recenzii pozitive și laude pentru chimia dintre Rogen și Theron, dar a avut rezultate sub așteptări⁠(d) la box office.

## Rezumat
Secretarul de stat al Statelor Unite ale Americii Charlotte Field află de la președintele Chambers, un fost actor de televiziune, că acesta nu intenționează să mai candideze pentru un al doilea mandat, deoarece încearcă să intre în industria cinematografică. Văzând o oportunitate, ea îl convinge să o susțină ca potențial candidat la președinție.
Între timp, jurnalistul din New York, Fred Flarsky, află că ziarul pentru care lucrează a fost cumpărat de Parker Wembley, un magnat media bogat a cărui politică se opune direct celei a lui Fred. Furios, își dă imediat demisia, dar nu își găsește altă slujbă. Deprimat, se întoarce către cel mai bun prieten al său, Lance, care îl duce la un eveniment caritabil de strângere de fonduri unde cântă Boyz II Men. Întâmplător, și Charlotte este acolo. Ea și Fred se recunosc, deoarece ea a fost bona lui și erau îndrăgostiți în secret când erau mici. 
Wembley îi întrerupe pentru a planifica o întâlnire cu Charlotte, determinându-l pe Fred să-l condamne cu voce tare pe Wembley înainte de a pleca furios și de a cădea pe o scară în fața tuturor.
Charlotte citește câteva dintre articolele lui Fred și decide să-l angajeze ca scriitor de discursuri, în ciuda protestelor șefei ei de cabinet, Maggie. Fred își exprimă scepticismul față de adevăratul angajament al Charlottei față de problemele importante, dar acceptă slujba. 
La un summit al liderilor mondiali din Suedia, Charlotte este obligată să revizuiască un discurs despre o campanie de mediu menită să îmbuneze industriașii. Când Fred o critică pentru că și-a abandonat morala (amenințănd-o că va renunța imediat dacă va continua cu discursul schimbat), ea se răzgândește și ține discursul original, care este primit cu entuziasm.
Pe măsură ce cei doi petrec timp împreună sub pretextul ca Fred să afle mai multe despre Charlotte pentru scrisul său, se apropie mai mult. Când supraviețuiesc unei revoluții din Manila, încep o relație. Când Maggie află, îi avertizează pe Charlotte și Fred că publicul nu-i va accepta niciodată ca un cuplu. Când Chambers, sub presiunea lui Wembley, îi ordonă lui Charlotte să-și retragă planurile de a conserva copacii, ea se descarcă drogându-se cu ecstasy împreună cu Fred. Are loc o criză a ostaticilor și, încă sub influența drogurilor, Charlotte are o discuție surprinzător de sinceră cu răpitorii și îl eliberează pe ostatic.
Chiar dacă incidentul crește rata de aprobare a lui Charlotte, Chambers este furios când ea alege să-i ignore ordinele și o cheamă s-o tragă la răspundere. El o confruntă în biroul său alături de Wembley, care are un interes personal în îndepărtarea copacilor din program, ca parte a planului său. Cei doi o șantajează cu un videoclip piratat de pe camera web a lui Fred. Videoclipul piratat îl arată pe Fred discutând despre relația sa și a lui Charlotte și pe Fred masturbându-se, culminând cu Fred ejaculând pe propria față. Charlotte îi arată lui Fred videoclipul piratat și îl informează că a fost de acord cu ultimatumul și că vrea să-l prezinte public pe el și relația lor după ce imaginea lui va fi curățată și îmbunătățită. Dezamăgit și nedorind să se schimbe, el refuză și cei doi se despart.
Înapoi în New York, Fred vorbește cu Lance. Lance îi spune lui Fred că este republican și creștin. Reacția lui Fred este inițial rasistă, necrezând că afro-americanii pot fi republicani și presupunând că singurul motiv pentru care Lance poartă o cruce este ca simbol cultural negru. Lance îi spune că a fost prea încăpățânat cu principiile sale și a refuzat să ia în considerare nevoile și opiniile altor oameni. Fred decide să accepte ideile lui Charlotte.
Cu toate acestea, în timpul anunțului ei că va candida la președinție în 2020, Charlotte se răzgândește și optează pentru planul ei inițial, dezvăluind și șantajul din partea lui Wembley și Chambers și descriind conținutul videoclipului înainte de lansarea acestuia. Videoclipul este lansat, iar Fred este poreclit „tipul cu sperma” de către presă. 
Fred o caută pe Charlotte și o găsește în apartamentul lui. Recunosc că se iubesc și se întâlnesc cu presa afară, unde Charlotte îl prezintă pe Fred ca fiind iubitul ei, publicul exprimându-și sprijinul pentru ei. 
În 2021, cuplul se căsătorește, iar Charlotte depune jurământul ca prima femeie președinte, cu Fred ca „Primul Domn”, el luând numele ei de familie.

## Distribuție
- Seth Rogen – Fred Flarsky, un jurnalist șomer
  - Braxton Herda – tânărul Fred
- Charlize Theron – Charlotte Field, Secretarul de Stat al SUA
  - Aviva Mongillo⁠(d) – tânăra Charlotte
- O'Shea Jackson Jr. – Lance, cel mai bun prieten al lui Fred
- Andy Serkis – Parker Wembley, un magnat media internațional
- June Diane Raphael⁠(d) – Maggie Millikin, unul dintre cei doi angajați cheie ai lui Field
- Bob Odenkirk – președintele Chambers, Președintele Statelor Unite și fost actor de televiziune
- Alexander Skarsgård – James Steward, Prim-ministrul Canadei
- Ravi Patel⁠(d) – Tom, unul dintre cei doi angajați cheie ai lui Field
- Randall Park⁠(d) – șeful lui Flarsky
- Tristan D. Lalla – Agent M, bodyguard al lui Field
- James Saito⁠(d) – ministrul Kishido
- Lisa Kudrow – Katherine, șefa echipei de sondaje a lui Field
- Kurt Braunohler⁠(d) – prezentator știri Wembley #1
- Paul Scheer⁠(d) – prezentator știri Wembley #2
- Claudia O'Doherty⁠(d) – prezentator știri Wembley #3
- Boyz II Men – rolul lor
- Lil Yachty – rolul său